# David Erskine (1616-1671)
David Erskine (1616 - 1671), TWEEDE BARON CARDROSS, was een Schots edelman en royalist.
Hij was de enige zoon van Henry Erskine, eerste baron Cardross vanaf 1610 (de tweede zoon uit het tweede huwelijk van John Erskine, 18e/2e graaf van Mar) en Margaret (enige dochter van Sir James Bellenden uit Broughton in Edinburgh). Toen zijn grootvader in december 1634 overleed, werd hij beleend met de titel van Cardross.
Cardross was een van de weinige parlementariërs die in 1646 stemden tegen de uitlevering van de door het Schotse leger gevangengenomen koning Karel I aan het Engelse leger in Newcastle. Hij was een bevorderaar van de zogenaamde ‘engagement’ van 1648, waarvoor hij echter een boete van 1.000 pond kreeg opgelegd en uitgesloten werd van het parlement van 1649.
Hij trouwde twee keer; als eerste in 1645 met Anne, de vijfde dochter van Sir Thomas Hope, baronet, bij wie hij een zoon, Henry Erskine, had, en als tweede in 1655 met Mary, jongste dochter van Sir George Bruce.